# Constitution en 17 articles
La Constitution en 17 articles (十七条憲法, Jūshichijō kenpō) est, selon le Nihon shoki publié en 720, un document écrit selon la tradition par le prince Shōtoku en 604. Il aurait alors été adopté au cours du règne de l'impératrice Suiko mais il est possible que le texte date plutôt de la fin du VIIe siècle. L'accent du document n'est pas tant mis sur les lois fondamentales par lesquelles l'État doit être régi comme on peut l'attendre d'une constitution moderne mais il s'agit plutôt d'un document d'inspiration bouddhiste et confucéenne qui se concentre sur la morale et les vertus attendues des responsables gouvernementaux et des sujets de l'empereur pour assurer le bon fonctionnement de l'État où l'empereur doit être considéré comme la plus haute autorité. C'est l'un des premiers documents dictatoriaux moraux de l'histoire.

## Extraits des articles
- L'harmonie doit être évaluée et l'évitement de l'opposition délibérée honoré.
- Vénère sincèrement les Trois Joyaux : le Bouddha, son enseignement et la communauté ordonnée.
- Lorsque tu reçois les ordres impériaux, ne manque scrupuleusement pas de leur obéir.
- Les ministres et les fonctionnaires devraient faire de leurs comportements décents leur principe directeur, car le principe directeur du gouvernement du peuple consiste en un comportement convenable.
- Châtie ce qui est mal et encourage ce qui est bon.
- Se détourner de ce qui est privé et se tourner vers ce qui est public.
- Que chaque homme ait sa propre charge, et ne laisse pas les sphères du devoir être confondues.
- Les décisions sur des questions importantes ne doivent pas être prises par une seule personne.

## Validité
La mesure dans laquelle le document correspond à la définition d'une Constitution est débattue. Bien qu'il introduise des principes de gouvernance tout comme le préambule des constitutions modernes comme la Constitution des États-Unis, il manque souvent d'autres éléments attendus. Comme l'écrit William Theodore de Bary, « la “constitution” du prince Shōtoku place davantage l'accent sur les valeurs morales et spirituelles fondamentales que sur la codification détaillée des lois et leur application ».
Cette constitution est restée valable jusqu'à ce que le ritsuryō prenne effet à la fin du VIIe siècle. Il est souvent affirmé que les aspects non contredits par aucune législation ultérieure étaient encore considérés comme valables en 1890 et le sont encore aujourd'hui. Hideaki Kase, commentateur conservateur, fait également valoir que puisqu'elle n'a jamais été explicitement abolie, elle est encore partiellement valable.